# Kamma Flæng
Kamma Flæng (30 de março de 1976) é uma ex-futebolista dinamarquesa que atuava como defensora.

## Carreira
Kamma Flæng representou a Seleção Dinamarquesa de Futebol Feminino, nas Olimpíadas de 1996. 